# Hiroki Moriya
Hiroki Moriya (japanisch 守屋 宏紀 Moriya Hiroki; * 16. Oktober 1990 in Machida) ist ein japanischer Tennisspieler.

## Leben und Karriere
Hiroki Moriya besuchte die zur Technischen Hochschule Shōnan gehörige Oberschule. Im Dezember 2008 begann er seine professionelle Tenniskarriere, wobei er zur Mannschaft des Petrounternehmens Kita-Nihon Bussan gehört.
Hiroki Moriya konnte bislang drei Titel auf der ATP Challenger Tour gewinnen. Im Juli 2014 sicherte er sich in Granby gegen Fabrice Martin seinen ersten Titel. Seinen zweiten Titel gewann er im September 2016 in Nanchang, dabei besiegte er im Endspiel Chung Hyeon mit 4:6, 6:1 und 6:4. In Loughborough gelang Moriya im Mai 2018 sein dritter Titelgewinn, als er James Ward mit 6:2 und 7:5 bezwang. Er qualifizierte sich 2012 erstmals für das Hauptfeld eines Grand-Slam-Turniers, als er bei den US Open die Qualifikation überstand. In der ersten Runde unterlag er Ivan Dodig deutlich in drei Sätzen. 2015 qualifizierte er sich für die Hauptfelder der Australian Open und der Wimbledon Championships, kam dabei aber ebenfalls jeweils nicht über die Auftaktrunde hinaus.
In der Saison 2013 wurde Hiroki Moriya erstmals in die japanische Davis-Cup-Mannschaft berufen. Bei seinem Debüt gegen Südkorea verlor er die Doppelpartie an der Seite von Yasutaka Uchiyama.

## Erfolge
| Legende (Anzahl der Siege)  |
| Grand Slam                  |
| ATP World Tour Finals       |
| ATP World Tour Masters 1000 |
| ATP World Tour 500          |
| ATP World Tour 250          |
| ATP Challenger Tour (3)     |

### Einzel

#### Turniersiege
| Nr. | Datum              | Turnier      | Belag         | Finalgegner    | Ergebnis       |
| --- | ------------------ | ------------ | ------------- | -------------- | -------------- |
| 1.  | 20. Juli 2014      | Granby       | Hartplatz     | Fabrice Martin | 7:5, 6:74, 6:3 |
| 2.  | 17. September 2016 | Nanchang     | Hartplatz     | Chung Hyeon    | 4:6, 6:1, 6:4  |
| 3.  | 27. Mai 2018       | Loughborough | Hartplatz (i) | James Ward     | 6:2, 7:5       |